# Czahar Bordż
Czahar Bordż – miasto w Iranie, w ostanie Azerbejdżan Zachodni, w szahrestanie Mijandoab. W 2006 roku liczyło 7940 mieszkańców.